# Shanxia, Hui'an
Shanxia (kinesiska: 山霞) är en köping i sydöstra Kina. Den ligger i Hui'an härad i staden Quanzhou i provinsen Fujian, omkring 130 kilometer söder om provinshuvudstaden Fuzhou. 